# Realizm epistemologiczny
Realizm epistemologiczny, realizm teoriopoznawczy – pogląd filozoficzny zakładający możliwość poznania przedmiotu transcendentnego (czyli inaczej mówiąc odrębnego) od świadomości podmiotu poznającego. Poglądem przeciwstawnym jest idealizm epistemologiczny.
Realizmu epistemologicznego nie należy mylić z realizmem ontologicznym, który odnosi się nie do problematyki teorii poznania, lecz ontologii – zagadnienia istnienia bytu transcendentnego.